# Fußball-Weltmeisterschaft 1930/Frankreich
Dieser Artikel behandelt die französische Nationalmannschaft bei der Fußball-Weltmeisterschaft 1930.

## Qualifikation
Bei dieser Weltmeisterschaft gab es noch keine Qualifikation, da nur eine geringe Zahl von Nationalmannschaften – in Zeiten der Weltwirtschaftskrise und vor Einführung eines regelmäßigen transatlantischen Flugverkehrs – die teure und lange Reise nach Südamerika auf sich zu nehmen bereit war.

## Aufgebot
Das Auswahlkomitee des Verbands Fédération Française de Football Association unter Federführung von Gaston Barreau nominierte folgende 16 Spieler, wobei zu berücksichtigen ist, dass es sich in der Zeit vor Einführung des Professionalismus nicht alle in Frage kommenden Spieler leisten konnten, für mehrere Wochen Urlaub zu nehmen:
| Name                 | Damaliger Verein      | Geburtsdatum  | Sp.      | Tore     | Platzverw. |
| Torhüter             | Torhüter              | Torhüter      | Torhüter | Torhüter | Torhüter   |
| -------------------- | --------------------- | ------------- | -------- | -------- | ---------- |
| André Tassin         | Racing Club de France | 23. Feb. 1902 | 0        | 0        | 0          |
| Alex Thépot          | Red Star Paris        | 30. Juli 1906 | 3        | 0        | 0          |
| Verteidiger          |                       |               |          |          |            |
| Numa Andoire         | OGC Nizza             | 19. März 1908 | 0        | 0        | 0          |
| Marcel Capelle       | Racing Club de France | 11. Dez. 1904 | 3        | 0        | 0          |
| Étienne Mattler      | FC Sochaux            | 25. Dez. 1905 | 3        | 0        | 0          |
| Läufer               |                       |               |          |          |            |
| Augustin Chantrel    | CASG Paris            | 11. Nov. 1906 | 3        | 0        | 0          |
| Célestin Delmer      | Amiens AC             | 15. Feb. 1907 | 1        | 0        | 0          |
| Jean Laurent         | CA Paris              | 30. Dez. 1906 | 0        | 0        | 0          |
| Marcel Pinel         | Red Star Paris        | 8. Juli 1908  | 3        | 0        | 0          |
| Alexandre Villaplane | Racing Club de France | 12. Sep. 1905 | 3        | 0        | 0          |
| Stürmer              |                       |               |          |          |            |
| Edmond Delfour       | Racing Club de France | 1. Nov. 1907  | 3        | 0        | 0          |
| Marcel Langiller     | Excelsior AC Roubaix  | 2. Juni 1908  | 3        | 1        | 0          |
| Lucien Laurent       | CA Paris              | 10. Dez. 1907 | 2        | 1        | 0          |
| Ernest Libérati      | Amiens AC             | 22. März 1906 | 3        | 0        | 0          |
| André Maschinot      | FC Sochaux            | 28. Juni 1903 | 2        | 2        | 0          |
| Émile Veinante       | Racing Club de France | 12. Juni 1907 | 1        | 0        | 0          |
| Trainer              |                       |               |          |          |            |
| Raoul Caudron        |                       | 2. Dez. 1883  |          |          |            |

Einen festen Nationaltrainer hatte die Équipe tricolore noch nicht; Caudron war ein Mitglied des Auswahlkomitees der FFFA.

## Spiele

### Vorrunde
| Pl. | Land        | Sp. | S | U | N | Tore    | Diff. | Punkte |
| --- | ----------- | --- | - | - | - | ------- | ----- | ------ |
| 1.  | Argentinien | 3   | 3 | 0 | 0 | 010:400 | +6    | 06:0   |
| 2.  | Chile       | 3   | 2 | 0 | 1 | 005:300 | +2    | 04:20  |
| 3.  | Frankreich  | 3   | 1 | 0 | 2 | 004:300 | +1    | 02:40  |
| 4.  | Mexiko      | 3   | 0 | 0 | 3 | 004:130 | −9    | 0:60   |

|                                                              |   |            |           |
| So., 13. Juli 1930, 15:00 Uhr im Estadio Pocitos             |   |            |           |
| Frankreich                                                   | – | Mexiko     | 4:1 (3:0) |
| Di., 15. Juli 1930, 16:00 Uhr im Estadio Gran Parque Central |   |            |           |
| Argentinien                                                  | – | Frankreich | 1:0 (0:0) |
| Sa., 19. Juli 1930, 12:50 Uhr im Estadio Centenario          |   |            |           |
| Chile                                                        | – | Frankreich | 1:0 (0:0) |

In Gruppe 1 trat Frankreich mit Mexiko, Argentinien und Chile an und bestritt das erste Spiel, jedoch nicht das offizielle Eröffnungsspiel, dieser allerersten Weltmeisterschaft. Im Spiel gegen Mexiko schoss Lucien Laurent das allererste Tor in der WM-Geschichte. Dabei war der Auftaktsieg der Bleus, obwohl Torhüter Thépot bereits nach 26 Minuten verletzungsbedingt vom Platz musste und Frankreich nur noch mit zehn Mann spielte – für Thépot ging der Außenläufer Chantrel zwischen die Pfosten – zu keinem Zeitpunkt gefährdet. Der Pechvogel des Mexiko-Spiels wäre beinahe der Held der Partie gegen die hoch überlegenen Argentinier geworden: Alex Thépot brachte die südamerikanischen Angreifer zur Verzweiflung, fischte etliche „Unhaltbare“ ab und musste kurz vor Abpfiff lediglich einen Freistoß von Monti passieren lassen.
Obwohl sie durch einen Sieg gegen Chile und eine Niederlage Argentiniens gegen Mexiko sowie ein Unentschieden zwischen Chile und Argentinien, den Mitkontrahenten um den ersten Platz, noch Gruppensieger geworden wären, gingen die Franzosen ohne ihre Torjäger Maschinot und L. Laurent in ihr letztes Spiel und kassierten ihre zweite Niederlage. So schieden sie letztlich mit dem ersten WM-Sieg der Geschichte und zwei Niederlagen im Gepäck als Dritter der Gruppe aus dem Turnier.